# Baderon fitzWilliam
Baderon fitzWilliam (magyarul: Baderon, William fia) vagy Baderon of Monmouth (magyarul: Monmouthi Baderon) (1100 körül  –  1176) a walesi város, Monmouth ura volt 1125 és 1176 között.

## Életútja
Baderon 1125-ben követte apját William fitzBaderont a walesi város, Monmouth uraként. Apja vagy elhunyt vagy pedig visszavonult és remeteként élte le élete utolsó éveit. Baderon megerősítette az elődei által a St. Mary-kolostortemplomnak adományozott jogokat, kibővítve azokat. Lánytestvére Margaret, akinek fia, Robert a városban volt perjel és akinek második férje Hugh fitzRichard jelentős telkekkel rendelkezett Worcestershire-ben, további jelentős telkeket adományozott a templomnak. Baderon tulajdona lett a goodrich-i vár is, amelynek bővítése a nevéhez fűződik.
1130 körül Baderon feleségül vette Rohese de Clare-t, Gilbert fitzRichard de Clare lányát, Gilbert de Clare pembroke 1. grófjának (angolul: earl) testvérét. Az esküvőre Chepstowban került sor. Az esküvő hozta meg a békét a két szomszéd, egymással rivalizáló nemesi család között. Baderonnak és Rohese-nek két fia született, James és Gilbert. Egyetlen lányuk ismert, aki Hugh de Lacy-hez ment feleségül, de 1155 előtt elhunyt. Valószínűleg több lányuk is született.
Geoffrey of Monmouth kortársa volt, valószínűleg rokona is. Baderon 1176-ban hunyt el. Halála után fia, Gilbert lett Monmouth ura.

## Fordítás
- Ez a szócikk részben vagy egészben  a   Baderon of Monmouth című angol Wikipédia-szócikk ezen változatának fordításán alapul.  Az eredeti cikk szerkesztőit annak laptörténete sorolja fel. Ez a jelzés csupán a megfogalmazás eredetét és a szerzői jogokat jelzi, nem szolgál a cikkben szereplő információk forrásmegjelöléseként.